# Virtus Bologne (féminines)
Maillots
La Virtus Bologne (italien : Virtus Bologna) est un club italien de basket-ball basé à Bologne dont la section féminine a été créée en 2019.

## Résultats saison par saison
| Saison  | Niveau | Ligue    | Pos. | V–D   | Coupe d’Italie | Coupes d’Europe | Coupes d’Europe | Coupes d’Europe |
| ------- | ------ | -------- | ---- | ----- | -------------- | --------------- | --------------- | --------------- |
| 2019–20 | 1      | Série A1 | 13e  | 5–14  |                |                 |                 |                 |
| 2020–21 | 1      | Série A1 | 4e   | 20–11 | Demi-finaliste |                 |                 |                 |
| 2021–22 | 1      | Série A1 | 2e   | 23–11 | Finaliste      | 2 Eurocoupe     | G. H            | 2–4             |

## Personnalités historiques du club

### Entraîneurs successifs
- 2019-2020 :  Giancarlo Giroldi (jusqu’en nov. 2020)
 Andrea Liberalotto (à partir de nov. 2020)
- 2020-2021 :  Lorenzo Serventi
- 2021-2022 :  Lino Lardo (jusqu’en avr. 2022)
 Angela Gianolla (à partir d'avr. 2022)
- 2022-2022 :  Miguel Méndez
- 2022-2023 :  Gianpiero Ticchi
- 2023-2024 :  Pierre Vincent